# Eduardo Mendoza Goiticoa
Eduardo Mendoza Goiticoa (9 de junio de 1917 - 25 de agosto de 2009) fue un investigador científico venezolano e ingeniero agrónomo, quien ejerció como Ministro de Agricultura y Cría de la Junta Revolucionaria de Gobierno presidida por Rómulo Betancourt entre 1945 y 1947. 
Fue el ministro más joven de la historia de Venezuela, con apenas 28 años de edad, y el primer profesional de ingeniería agronómica que tuvo el Despacho. Betancourt decidió ampliar la cartera del Ministerio para abarcar todos los temas migratorios.

## Biografía
Nació en Caracas, el 9 de junio de 1917 y fue el menor de los siete hijos de Eugenio Cristóbal Mendoza Cobeña (1868-1917) y Luisa Teresa Goiticoa Amestoy (1878-1955). Partió a Argentina en 1935 para cursar estudios. En 1941 Mendoza regresó a Venezuela graduado de la Universidad Nacional de La Plata, Argentina, como Ingeniero Agrónomo. Se estableció en una hacienda de su familia en los Valles del Tuy. 

### Junta Revolucionaria de Gobierno
Después del golpe del 18 de octubre de 1945 contra el general Isaías Medina Angarita, la Junta Revolucionaria de Gobierno de Rómulo Betancourt, lo nombró Ministro de Agricultura y Cría. Mendoza fue juramentado como Ministro mientras aún se escuchaban los tiroteos en las calles. Betancourt, un líder socialdemócrata, anteriormente un ferviente comunista, nombró a Mendoza sobre la base de su trabajo de investigación agrícola y sus credenciales académicas. Este gobierno fue el primero en instaurar el sufragio universal, directo y secreto en Venezuela.

### Ministerio de Agricultura y Cría
Antes de aceptar el cargo como Ministro de Agricultura y Cría en el Gobierno de Betancourt, presenta una declaración jurada de sus bienes-voluntaria- acto insólito, que luego sería obligatorio para todos los funcionarios públicos. Mendoza dirigía el Instituto Venezolano para la Inmigración adscrito al ministerio y apoyó la creación de la Organización Internacional de Refugiados en 1946 (esta organización fue substituida por el Alto Comisionado de las Naciones Unidas para los Refugiados). A pesar de una fuerte oposición dentro del Gabinete, Mendoza logró que Venezuela ayudase a refugiados Europeos y personas desplazadas, quienes no podían o no querían regresar a sus hogares y habían decidido emigrar a Venezuela después de la Segunda Guerra Mundial. Se hizo responsable por la protección legal y la reubicación de cientos de miles de refugiados quienes llegaban a Venezuela dentro del Plan de Inmigracíon Seleccionada. Funcionarios del Comité Internacional de Refugiados han considerado que Mendoza dirigió el mejor programa de refugiados del periodo de la posguerra.

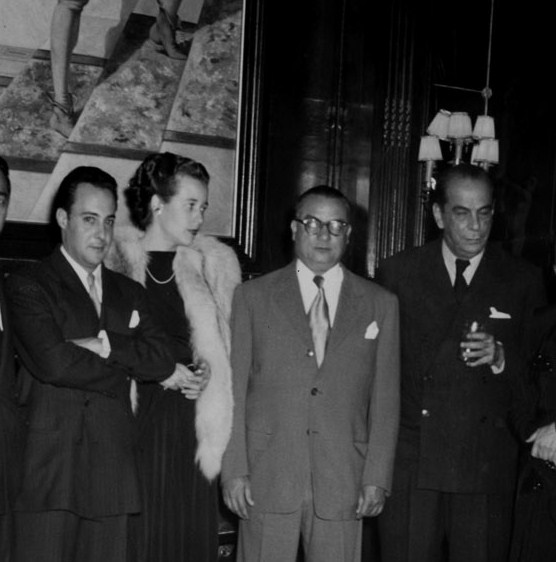
Eduardo Mendoza y su esposa Hilda con el presidente Rómulo Betancourt y el futuro presidente venezolano Rómulo Gallegos.

### Fiebre aftosa
En el año 1947 el Ejecutivo Nacional tenía el proyecto de importar carne de Argentina. Mendoza se opuso por razones técnicas a esa importación, ya que esta acarrearía la introducción en Venezuela de la terrible fiebre aftosa. Los políticos no le hicieron caso al consejo técnico e importaron la carne de Argentina. El Ministro Mendoza renunció a su cargo. Dicha renuncia fue un desastre sanitario para el gobierno de Betancourt ya que para 1949 la fiebre aftosa se había instaurado en el país. Venezuela no ha sido capaz de erradicar la temible enfermedad de una manera definitiva. A pesar de sus diferencias Mendoza y Betancourt mantuvieron su amistad de por vida. Este último lo invitó a formar parte de su segundo periodo presidencial (1959-1964), ofrecimiento que fue rechazado por Mendoza.

### Resistencia a Dictadura Perezjimenista
En la década de 1950, durante la dictadura militar de Marcos Pérez Jiménez, Mendoza jugó un papel importante en el movimiento de resistencia clandestino. De esta manera, Mendoza formó parte de la red de inteligencia que planeó la huelga general que condujo al derrocamiento del dictador y la restauración de la democracia venezolana el 23 de enero de 1958.
Después que dejó el Gobierno, Mendoza trabajó en una serie de asuntos agrícolas y de conservación ambiental. Junto a su hermano Eugenio Mendoza Goiticoa, fundó Protinal, la compañía de alimentos concentrados para animales más grande de Venezuela. Fue director del Parque del Este (Caracas) y miembro fundador de la Universidad de Oriente. Participó en múltiples juntas directivas de empresas y publicó numerosos artículos en la prensa nacional. En el 2005 fue director Fundador de la Human Rights Foundation, organización internacional dedicada a la defensa de los derechos humanos en el continente americano, que pone especial atención en la promoción de las libertades individuales y en la lucha contra la opresión de las tiranías.

### Vida familiar
En 1944, se casó con Hilda Margarita Coburn Velutini (1924-2006); sobrina nieta de José Antonio Velutini, media prima de Luis Emilio Velutini y prima tercera de Juan Liscano y de Julio Herrera Velutini, con quien tuvo dos hijas: Antonieta De La Coromoto (1946) e Hilda Margarita (1950-2018), esta última, murió atropellada en Inglaterra.
Mendoza es bisnieto del autor de la declaración de independencia venezolana: su primer presidente, Cristóbal Mendoza. Juana Bolívar Palacios, hermana del Libertador de Venezuela, Simón Bolívar, fue su tatarabuela. Junto a su hermano Pedro (1912-2010), era el pariente vivo más cercano de Simón Bolívar.
Su hermano mayor Eugenio Mendoza Goiticoa (1906-1979), llegó a ser uno de los grandes empresarios de la América Latina en el campo de la comercialización de maquinarias de construcción, producción de cemento, pinturas, papel y manufactura de alimentos para animales. Fue ministro del gobierno del general Medina Angarita y de la Junta Militar de 1958, fundador del Dividendo Voluntario para la Comunidad precursor del concepto de responsabilidad social empresarial, de la Universidad Metropolitana de Caracas, del Hospital Ortopédico Infantil y de la Fundación Mendoza dedicada a la promoción de las artes plásticas en Venezuela.
Su nieto, Leopoldo López, fue alcalde del Municipio Chacao y líder de la oposición en Venezuela, fundador de Primero Justicia y  Voluntad Popular. Su hija, Hilda Mendoza fue víctima de un atentado con arma de fuego, durante una protesta pacífica en 2004 en la Plaza Altamira de Caracas y el hijo de esta, otro de sus nietos; Thor Halvorssen Mendoza, es el creador de la Human Rights Foundation.

### Honores
Mendoza ha recibido numerosos reconocimientos por sus actividades en la vida pública y privada del país. Vale mencionar la Orden al Mérito, la Orden Francisco de Miranda, la Orden Cecilio Acosta, y la Orden del Libertador, el más alto honor que el Gobierno Venezolano le puede otorgar a cualquier ciudadano en reconocimiento a sus contribuciones a la nación. 